# Cerapachys salimani
Cerapachys salimani é uma espécie de formiga do gênero Cerapachys.